# Ирмуханов, Беимбет Бабиктиевич
Беимбет Бабиктиевич Ирмуханов (род. 10 июня 1936, пос. Володаровка, Астраханская область) — казахстанский историк, доктор исторических наук, профессор.
Профессор Ирмуханов — автор 20 книг, монографий на русском и казахском языках по истории Франции, Казахстана, международного рабочего движения, мировой политике и более 200 статей, рецензий, персоналий, опубликованных на страницах московских и республиканских изданий, а также статей в КСЭ.
Б. Б. Ирмуханов — популярный лектор, комментатор-международник Республиканского телевидения и радио. В составе правительственных делегаций посетил Австрию, Вьетнам, Чехословакию, Югославию, Францию, Пакистан, трижды был в США. Основные направления научной деятельности профессора Ирмуханова — различные аспекты истории Казахстана, главным образом, вопросы происхождения казахского народа, его государственности, проблемы методологии исторических исследований, что нашло свое отражение в его 18 трудах на данную тему и их содержании.

## Биография
Родился 10 июня 1936 г. в поселке Володаровка, Астраханская область.
В 1955 г. окончил Казпедучилище.
С 1955—1957 служил в армии, в военно-воздушной инженерной академии им. Жуковского.
В 1963 г. с отличием окончил исторический факультет КазГУ (был стипендиатом им. Абая) и был рекомендован в целевую аспирантуру МГУ.
В 1966 г. окончил аспирантуру МГУ, защитив кандидатскую диссертацию.
С 1967 г. по 1987 г. — старший преподаватель, доцент, профессор, завкафедрой Алматинской высшей партийной школы при ЦК КПСС.
В 1979 г. окончил докторантуру АОН при ЦК КПСС. Через год защитил докторскую диссертацию «Политика единства ВКТ Франции в 1958—1978 гг.» (профессор Ирмуханов — первый казах, доктор наук по всеобщей истории (второй в республике после Я. Д. Серовайского).
С 1982 года — профессор
В 1984 г. преподавал один семестр в ВПШ при ЦК Кубы.
С 1987 г. по 1992 г. — ректор Алматинского педагогического института иностранных языков.
С 1992 г. по 1999 гг — завкафедрой всеобщей истории Казахского национального педагогического университета (КНПУ) им. Абая.
С 1999 г. по 2012 г. — профессор кафедры всеобщей истории КНПУ
В 1997 г. — приглашенный гостевой лектор в UC Berkeley. В течение месяца читал лекции по истории Казахстана (с древнейших времен до современности).
В 1992 г. — депутат Алматинского горсовета
С 1992 по 1993 гг. — консультант комитета по международным связям Верховного Совета Республики Казахстан.
В 1986 году профессор Ирмуханов удостоен почетного звания «Заслуженный работник высшей школы КазССР», награжден медалью «За доблестный труд», медалью «Дружба» Республики Вьетнам, удостоен звания «Почетный гражданин» г. Хошимин.

## О хазарах
Первая же работа профессора Ирмуханова по истории Казахстана привлекла внимание выдающегося востоковеда современности П. Б. Голдена. «В последнее время предметом дискуссии стало происхождение казахов, поскольку молодая казахская республика исследует сейчас свое прошлое», пишет ученый.
В рецензии на книгу профессора Ирмуханова, профессор Голден пишет: «На первый взгляд, рассматриваемая нами работа казахского историка, профессора Б. Ирмуханова, казалось бы соответствует категории современных национальных исследований, пытающихся воссоздать или переосмыслить историю своего народа, то есть является частью процесса построения истории нации, который происходит сейчас в Центральной Азии. Однако, автор, чья последняя работа была посвящена древней и средневековой истории Казахстана, создал труд, представляющий интерес и для тех, кто занимается хазарским вопросом».

## Вклад в изучение истории казахов и Казахстана
В своих работах по исследованию истории казахов профессор Ирмуханов опирается на труды известных русских и российских ученых дореволюционной России, таких как А. И. Лёвшин, Ч. Ч. Валиханов, В. В. Вельяминов-Зернов, В. В. Григорьев, В. В. Радлов, А. Н. Харузин, Н. А. Аристов, Ш. Кудайбердиев, ученых советского периода, таких как В. В. Бартольд, А. П. Чулошников, М. Тынышпаев, С. Д. Асфендияров, В. П. Юдин, а также на древние источники арабских, китайских и византийских историографов.
В рецензии на книгу «История Казахстана: опыт теоретико-методологического исследования», говорится: «Работа доктора исторических наук, профессора Беимбета Бабиктиевича Ирмуханова, если и не прольет окончательно свет на наше темное прошлое, то, по крайней мере, поможет разобраться какая история ждет нас. Тот, кто знаком с ранее выходившими трудами казахстанского историка, встретят в этой книге систематизированное изложение его взглядов и идей на развитие исторической науки в Казахстане. Профессор Ирмуханов открыто полемизирует с историками, придерживающимися как евроцентристских, так и этноцентристских позиций, считая, что подобные взгляды только искажают исторический ход событий»
В книге «Этническая история древнего Казахстана», «приоткрывается завеса тайны происхождения казахского народа. Профессор Ирмуханов развенчивает миф о генетической преемственной связи между казахами и некоторыми древними племенами (усунь, кангюй, саки), отмечает принижение в этногенезе казахов роли хунну (гуннов)»